# 阿氏雙鋸魚
阿氏雙鋸魚為輻鰭魚綱鱸形目隆頭魚亞目雀鯛科的其中一種。該物種的模式產地在斯里蘭卡。

## 分布
本魚分布於西印度洋區，包括東非、馬達加斯加、葛摩、模里西斯、塞席爾群島及南非等海域。

## 深度
水深1至30公尺。

## 特徵
本魚體側扁，口小。體色為褐色為主，下頷、腹部及背鰭、胸鰭、腹鰭、臀鰭為黃色。尾柄及尾鰭為白色，體具2條鑲黑邊的白色橫紋，一條在眼後，一條在背鰭基部，背鰭硬棘10至11枚；背鰭軟條15至17枚；臀鰭硬棘2枚；臀鰭軟條13至15枚。體長可達15公分。

## 生態
本魚生活在珊瑚礁或潟湖區，與海葵共生，為母系社會，即一尾雌魚配數尾雄魚，當雌魚死亡時，其中一尾雄魚會性轉變為雌魚。繁殖期時，具有領域性，屬雜食性，以藻類及小型無脊椎動物為食。

## 經濟利用
為高經濟價值的觀賞魚。